# Xavier Bóveda
Xavier Bóveda (Gomesende, 31 de enero de 1898-Madrid, 31 de octubre de 1963) fue un periodista y escritor español, miembro del grupo de vanguardia que redactó el manifiesto ultraísta.

## Biografía
Nacido y bautizado Javier Bóveda Pérez en el ámbito rural orensano, trabajó como camarero, repartidor de periódicos y tipógrafo en su tierra natal. Residió en Santiago de Compostela, donde comenzó a escribir y formó parte del Cenáculo de los Inmortales. En 1917 se trasladó a Madrid, donde se unió al círculo ultraísta reunido por Cansinos Assens en el café Colonial.
De regreso a Orense, fue uno de los integrantes del cenáculo orensano. En 1921 viaja como informador de La Vanguardia a Melilla para elaborar crónicas de la guerra del Rif. En 1923 emigró a Buenos Aires donde colaboró en Caras y Caretas y La Prensa, y fundó el semanario Mundo Español (1923) y la revista Síntesis (1927). Destacado conferenciante, poco antes de su muerte regresó a España, en cuya capital falleció a los sesenta y cinco años de edad.

## Obras
- El madrigal de las hermosas, 1916.
- Epistolario romántico y espiritual, rosario lírico y otros poemas, 1917.
- Los poemas de los pinos, 1922.
- De los pazos gallegos, 1922.
- La luna, el alma y la amada, 1922.
- Canto a la raza gallega y versos de fe y de silencio, 1923.
- Penumbras, 1923.
- Los motivos eternos. Poemas. Buenos Aires: La Facultad, 1927.
- Humanismo Español (Significación histórica y cultural de España). Buenos Aires: Editorial Mundo Español, 1934.
- Caos. Acción de nuestro tiempo en tres actos y diez cuadros. Buenos Aires: Ediciones Anaconda, 1937.
- Galicia madre. Buenos Aires: El Ateneo, 1944. Estrenada en el Teatro Maravillas de Buenos Aires en 1939.
- El perfecto optimista, 1945.
- Laura busca un amante. Un honrado padre de familia. Buenos Aires: El Ateneo, 1948.
- Antología poética de Xavier Bóveda, 1970 (Buenos Aires, edición de Néstor Astur Fernández).[7]